# Fouga CM.7
Dimensions
Le Fouga CM.7, parfois appelé Castel-Mauboussin CM7, est un planeur de haute performance construit en France en 1948. Il a permis d'établir un grand nombre de record d'altitude et de durée dans le début des années 1950. Conçu en 1942 par l'ingénieur Robert Castello à son domicile, ce n'est qu'après la guerre qu'il est possible de le construire.

## Construction
Le CM.7 est un biplace en tandem à aile de mouette haute. C'est une structure en bois coffrée de Contreplaqué puis entoilée.

## En vol
Des essais effectués au CEV, il ressort que le planeur est stable avec des commandes homogènes mais que son poids élevé est un handicap. Au décollage, le planeur oscille entre la roue et le patin, défaut amélioré par l'abaissement de la roue.

## Historique des vols
Le vol du prototype du CM.7 a lieu le 22 juillet 1948 piloté par Léon Bourrieau. Le deuxième exemplaire volera en juin 1949.
Sa participation aux championnats du monde de 1954 à Camphill (Écosse) se solde par une dernière place au classement.

## Records
Malgré la faible production, le CM.7 est le planeur ayant battu le plus de records de toute l'histoire du vol à voile français.
- 21 juin 1949 : record de France masculin de distance avec but fixé, avec 278,290 km.
- 25 juin 1949 : record de France masculin de distance en ligne droite, avec 400 km.
- 25 juillet 1949 : record de France masculin de distance en ligne droite, avec 423,209 km.
- 18 janvier 1951 : 2 records du monde féminin, d’altitude (7 042 m) et de gain d'altitude (6 072 m).
- 23 novembre 1951 : record du monde féminin de durée, avec 28 h 41 minutes par Yvette Mazellier et Marcelle Choisnet.
- 6 février 1952 : record du monde masculin de durée, avec 53 h 4 minutes par Albert Carraz et Jean Branswyck.
- 11 septembre 1953 : record de France féminin de distance en ligne droite et but fixé avec 283,403 km.
- 30 décembre 1953 au 1er janvier 1954 : record du monde masculin de durée absolue, avec 56 h 11 minutes par Claude Fronteau et Jacques Lebeau.
- 12 janvier 1954 : record du monde féminin de durée pour biplace 38 h 41 minutes par Marinette Garbarino et Jacqueline Mathe.

## Postérité
Les deux CM.7 construits ont été détruits. L’aile du numéro 1 a rompu en vol en 1975 lors d'un vol de  distance faisant un  mort. Le numéro 2 a été brûlé car jugé trop cher à remettre en état.